# Municipio de Rayón (Sonora)
El Municipio de Rayón es uno de los 72 municipios en que se encuentra dividido el estado mexicano de Sonora, su cabecera es el pueblo de Rayón.

## Demografía
De acuerdo a los resultados del Censo de Población y Vivienda de 2020 realizado por el Instituto Nacional de Estadística y Geografía, la población total de Pitiquito es de 1 496 habitantes, de los cuales 809 son hombres y 687 son mujeres.

### Localidades
El municipio de Rayón tiene un total de 16 localidades, las principales y su población en 2020 son las que a continuación se enlistan:
| Código | Localidad                                                         | Población |
| INEGI  | Total Municipio                                                   | 1 496     |
| 0001   | Rayón 29°42′52″N 110°34′25″O / 29.71444, -110.57361               | 1 301     |
| 0020   | La Paz 29°44′8″N 110°34′57″O / 29.73556, -110.58250               | 78        |
| 0027   | Tres Álamos 29°50′7″N 110°35′4″O / 29.83528, -110.58444           | 62        |
| 0008   | La Galera (El Yuruh) 29°38′6″N 110°33′20″O / 29.63500, -110.55556 | 20        |